# Ody Saban
Ody Saban (* 30. April 1953 in Istanbul) ist eine türkisch-französische Malerin und Künstlerin der Art brut.

## Leben
Saban wurde 1953 in Istanbul in einer jüdischen sephardischen Familie geboren und wuchs zweisprachig mit Ladino (Judenspanisch) und Türkisch auf. Vor dem Zweiten Weltkrieg waren ihre Eltern recht wohlhabend gewesen, doch 1941 wurde das Eigentum aller Juden in Istanbul, ebenso wie das der Griechen und Armenier, beschlagnahmt. Ihre Eltern ließen sich scheiden, als sie fünf Jahre alt war; der Vater starb einige Jahre später. Als sie sieben Jahre alt war, heiratete ihre Mutter einen muslimischen Restaurator, dessen künstlerisches Können als auch die traditionellen türkischen Stickereien ihrer Mutter das Mädchen nachhaltig prägten. Von ihrem Stiefvater erlernte Saban die Kunst der Restaurierung von Miniaturen, der Manuskriptdekoration, der Fresken- und der Porzellanmalerei. Bis zu ihrem sechzehnten Lebensjahr besuchte sie eine katholische Schule und wurde von französischen und italienischen Nonnen unterrichtet.
Da sie „zunehmend im Widerspruch zu den nationalistischen Diskursen des modernen kemalistischen Nationalstaates, in dem nicht-türkische ethnische Minderheiten entweder zum Schweigen gebracht oder brutal unterdrückt wurden“, lebte, verließ Saban 1969 die Türkei und ging nach Israel, lebte bis 1977 in einem Kibbuz und studierte an der Universität Haifa. Nach dem Abschluss in Bildender Kunst 1976 studierte sie von 1977 bis 1980 an der École nationale supérieure des beaux-arts de Paris, lebte zwischenzeitlich in New York, Boston und Kalifornien. Ende der 1970er Jahre  ließ sie sich dauerhaft als freischaffende Künstlerin in Paris nieder  und nutzt verschiedene Techniken und Materialien als Mittel des Ausdrucks. Sie näherte sich der surrealistischen Bewegung um Vincent Bounoure an und machte später die Bekanntschaft des Gründers des Musée de la Création Franche, Gérard Sendrey und des Schriftstellers Michel Nedjar, beide aus dem Bereich der Art Brut und der Outsider Art. Anfang der 1980er Jahre begann sie eine Korrespondenz mit Michel Thévoz, Direktor der Collection de l’Art Brut, sowie weiteren Mitarbeitern des Museums. 1983 wurde sie Mitbegründerin und einziges weibliches Mitglied des Künstlerkollektivs Art Cloche. Danach gründete sie das ursprünglich rein weibliche Künstlerkollektiv Art Cloche 2 und engagierte sich in verschiedenen feministischen Bewegungen.

## Werk
Sabans Werk ist geprägt von einem Gefühl der Nicht-Zugehörigkeit zur Gesellschaft, aufgrund ihrer unkonventionellen persönlichen und künstlerischen Einstellung, ihres türkisch-jüdischen Familienhintergrunds und ihrer radikalen feministischen Haltung. Diesem Ausgegrenztsein begegnet sie mit dem Schaffen einer symbolischen Ordnung, die „subversiv aus einem ikonografischen Werkzeugkasten jüdischer, christlicher und muslimischer religiöser Traditionen, historischer Anspielungen, üppiger Pflanzenmuster, roher Erotik, surrealistischer und Lacan'scher Streifzüge ins Unbewusste und des politischen Vokabulars des Second-Wave-Feminismus schöpft“.
In ihrer Kunst arbeitete Saban schon früh genreübergreifend, einerseits im Bereich der bildenden Kunst durch Zeichnung, Malerei und Skulptur, andererseits durch Tanz, Performance, Poesie und Künstlerbücher. Sie zeichnet mit Tusche auf handgeschöpftem Reispapier, außerdem verwendet sie Aquarell-, Öl- und Acrylfarben. Ihre Bilder zeigen detailreiche Verflechtungen von Körpern, Gesichtern, Bäumen und Blumen. Auch in den meisten ihrer in Tusche und Aquarell ausgeführten in der Collection de l’Art Brut befindlichen „dichten und disparaten Kompositionen stehen die Darstellungen des Körpers und seiner erotischen Kraft im Vordergrund“. Ihre farbenfrohen und erotischen Arbeiten verbinden bewusst Elemente und Symbole aus verschiedenen Kulturen.

## Ausstellungen und Sammlungen (Auswahl)
- 2022: Talismans VI. Galerie Hervé Courtaigne, Paris
- 2019: Musée d’Art naïf et d’Arts singuliers, Laval
- 2021: Psychédélices. Musée International des Arts Modestes, Sète
- 2010: Collection Création Franche – 1989–2010. Musée de la Création Franche
- 2005: Embraces. Galerie Christian Berst, Paris
- 2000: Musée de la Création Franche, Einzelausstellung[8]
- 1999: Les Jardiniers de la Mémoire. Musée de la Création Franche
- 1993: Les Jardiniers de la Mémoire. Musée de la Création Franche[1]
- 1987: Galeri Nev, Ankara[9]

Werke von ihr befinden sich in der Pariser Bibliothèque nationale de France, dem Kloster Auberive, dem Museum von Naharija in Israel, dem Milwaukee Art Museum, dem Intuit: The Center for Intuitive and Outsider Art, dem Museo de la Solidaridad Salvador Allende in Rio de Janeiro, der Sammlung Zander in Bönnigheim, dem
American Folk Art Museum in New York, der Sammlung des American Visionary Art Museums und der Collection de l’Art Brut.